# Sedona
Sedona (/sɨ ˈdoʊ nə/) är en stad i centrala Arizona med knappt 10 000 invånare (2020).

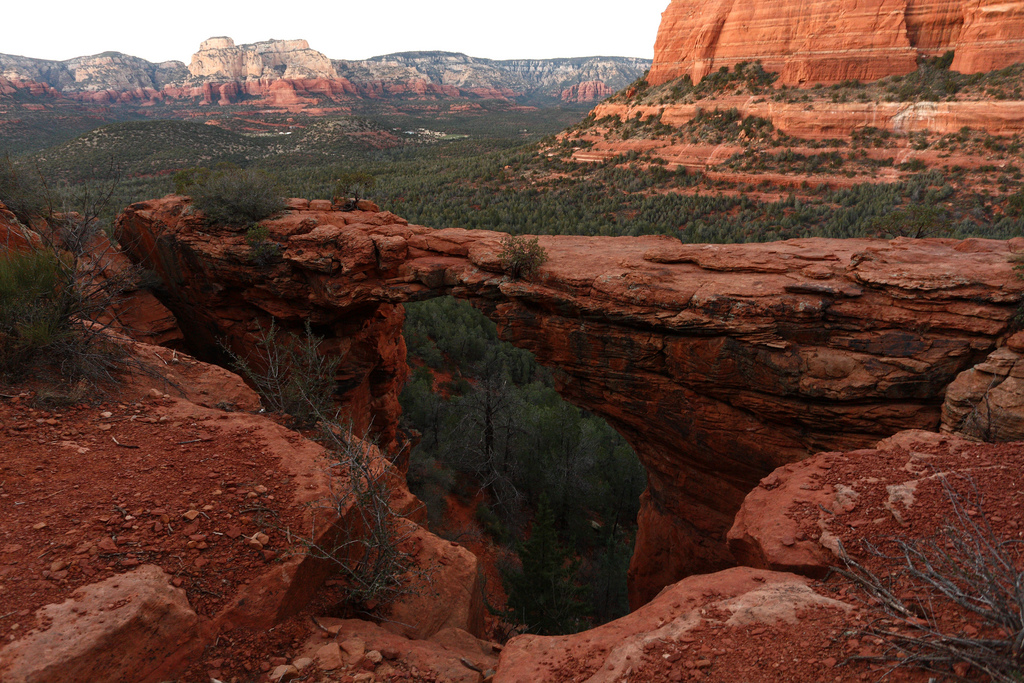
Devil's Bridge